# Дмитрієвка (Гур'євський округ)
Дми́трієвка (рос. Дмитриевка) — село у складі Гур'євського округу Кемеровської області, Росія.

## Населення
Населення — 170 осіб (2010; 234 у 2002).
Національний склад (станом на 2002 рік):
- росіяни — 93 %